# 이욱종
이욱종(李旭鍾, 1966년 10월 26일~)은 대한민국의 육상 선수, 지도자로 주 종목은 창던지기이다. 1988년 하계 올림픽에 대한민국 국가대표로 참가하였다.

## 경력
인천광역시 출신으로 인천체육고등학교 1학년 때부터 창던지기를 시작했다. 유도대학교 시절 1986년 11월에 서울특별시에서 열린 전국 대학 육상 선수권 대회에서 75.40m를 기록하며 김재상이 가지고 있던 대한민국 기록을 갱신했다. 
1987년 10월에는 자신의 첫 국제 대회인 한국 육상 그랑프리 대회에 참가하여 74.80m의 기록으로 미국의 톰 페트라노프의 뒤를 이어 준우승을 차지했다. 1988년 6월에는 서울에서 열린 전국 육상 선수권 대회에서 77.30m의 기록으로 다시 한 번 대한민국 기록을 갱신했다. 같은 해 9월에 서울에서 열린 1988년 하계 올림픽에 대한민국 국가대표로 참가하였다. 그는 예선 B조에 배속되어 3차 시기에 78.10m를 기록하여 다시 한 번 대한민국 기록을 갱신했다. 그러나 예선 8위, 전체 16위로 결선에 진출하지 못했다.
1989년에 다시 대한민국 국가대표로 발탁되었으며, 10월에 한국 육상 그랑프리 대회에서 66.74m의 기록으로 4위를 했다. 11월에 인도 뉴델리에서 열린 아시아 선수권 대회에 참가하여 67.74m의 기록으로 전체 6위에 올랐다. 1993년 8월에는 독일 슈투트가르트에서 열린 세계 선수권 대회에 참가하여 예선 A조에서 72.04m의 기록으로 예선 19위, 전체 34위로 대회를 마쳤다. 같은 해 11월에 필리핀 마닐라에서 열린 아시아 선수권 대회에서는 69.50m의 기록으로 6위에 올랐다.
1997년 전국체육대회 이후로 현역에서 은퇴했으며, 이후 지도자로 활동했다. 인천체육고등학교 육상부 코치, 인하대학교 육상부 감독, 인천광역시 남동구청 육상단 감독을 지냈으며, 2006년 아시안 게임 창던지기 국가대표 지도자를 맡았다.